# Jayu Manse
Jayu Manse (en coreà: 자유만세; internacionalitzada en anglés: Viva Freedom!; traduïble com a: Visca la llibertat) és una pel·lícula sud-coreana del 1946 dirigida per Choi In-kyu i protagonitzada per Jeon chang-geun, Yu gye seon i Hwang yeo-heui. Va ser la primera pel·lícula realitzada al país després d'obtenir la independència com a conseqüència de la rendició del Japó, fet que es pot relacionar amb el títol del film. Durant el període colonial, a Choi només se li permetia rodar certes pel·lícules, però la trama de l'obra és clarament diferent, ja que explica la història d'un combatent de la resistència patriòtica coreana el 1945. Va ser distribuïda per la companyia cinematogràfica Koryo Film Co. Ltd i estrenada el 21 d'octubre de 1946 als cinemes del país asiàtic.

## Sinopsi

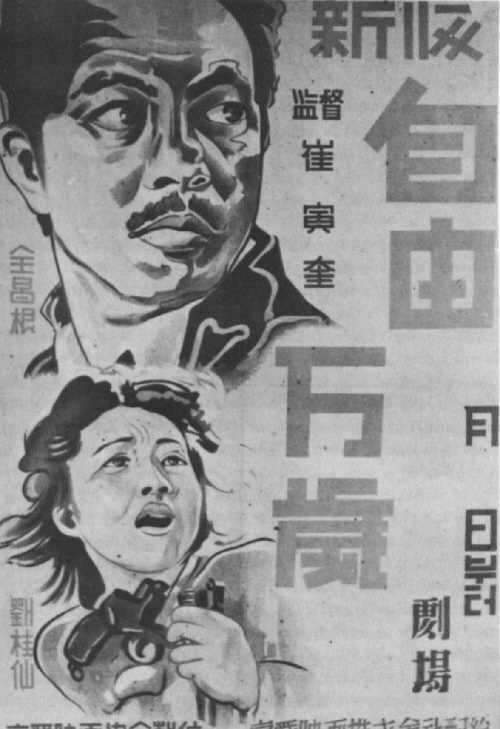
Cartell alternatiu de la pel·lícula

El protagonista, Choi Han Jung, que va ser empresonat pel seu activisme independentista, aconsegueix escapar de la presó. Es queda a casa del seu amic Park Jin Beom, un camarada de la causa independentista. Es reuneix amb altres col·legues polítics en un soterrani d'una casa construïda en estil occidental. Allà els convenç per a continuar amb la resistència al Kempeitai japonès, quan la caiguda de l'imperi ja era imminent. No obstant això, un membre del moviment és atrapat pels japonesos mentre transporta una càrrega de dinamita, la qual cosa porta a Choi a esforçar-se per salvar-lo i acaba envoltat per la policia militar japonesa.
Choi s'amaga en la residència de Mihyang, que és l'amant d'un alt oficial de la policia japonesa, Nanbu. Es produeix un tiroteig amb el Kempeitai en el qual Choi resulta ferit i reclòs en un hospital universitari mentre rep tractament. Amb l'ajuda de la infermera Hyeja, enamorada de Choi, Hanjung pot seguir lluitant per la independència. Amb la caiguda de la bomba atòmica sobre Hiroshima i Nagasaki, Corea obté la independència com a resultat de la rendició del Japó. Mentre els carrers de Jongno celebren l'esdeveniment, Hanjung busca la tomba de Mihyang, que va perdre la vida.

## Recepció
La pel·lícula va ser ben rebuda per l'audiència, elogiant el missatge de l'alliberament de Corea. En una ressenya per al portal Internet Movie Database, el crític Richard Chatten va afirmar: «Rodada en gran part en atractius llocs del Seül de la preguerra civil, l'animada edició a l'estil rus es va fer més viva encara per les retallades de la censura dels anys 1970. El resultat final sembla desarticulat però és absorbent... està embellida amb la incursió d'incongruents peces clàssiques per acompanyar l'acció, començant amb "Fanfàrria per a l'home corrent" d'Aaron Copland en els crèdits d'obertura».
Al portal Encylopedia of Korean Culture s'elogia la producció i el missatge de la pel·lícula manifestant que l'obra «compta la història d'un lluitador independentista i una dona que va perdre la vida barallant per l'alliberament de la pàtria. La pel·lícula va impressionar al públic que encara experimentava l'alegria de l'alliberament del país al moment de la projecció, i va brindar l'oportunitat de produir moltes pel·lícules basades en personatges amb finalitats patriòtiques... la pel·lícula és considerada una gran obra per la temàtica emocional, les animades representacions i una sòlida fotografia».